# Hugues Candide
Hugues Candide, ou Hugues Le Blanc, né en 1020 en Lorraine et mort vers  1099, est un cardinal français de l'Église catholique. Il est membre de l'ordre des bénédictins. Il est appelé le candide à cause de la pâleur de son visage.

## Biographie
Hugues Candide entre au monastère bénédictin de Remiremont. Il est créé cardinal en 1049 par Léon IX après sa visite de l'abbaye de Remiremont. Il supporte l'élection de l'antipape Honoré II au synode de Bâle en 1061, après la mort de Nicolas II, mais il se réconcilie avec le pape Alexandre II et préside le concile d'Avignon en 1063. Hugues Candide est nommé légat en Espagne et en France méridionale. Il préside les synodes d'Auch, de Toulouse, de Gérone, de Nájera, de Llantadilla et de Barcelone. Il applique le célibat aux prêtres et introduit la liturgie romaine, mais il accusé de simonie et est rappelé à Rome. Il est nommé légat en France et en Espagne de nouveau en 1073. 
Il est excommunié à cause de ses relations avec les opposants de Grégoire VII. Hugues participe au synode de Worms en 1076, convoqué par l'empereur Henri VI pour déposer le pape Grégoire VII et il est le seul cardinal à supporter l'archevêque Guibert de Ravenne comme l'antipape Clément III et joint l'obédience de l'antipape en 1084.
Hugues est nommé évêque de Ferno en 1084 par l'antipape Clément III. Il est condamné par le concile de 
Quedlimbourg en 1085, mais est nommé légat de l'antipape en Allemagne. Jamais il se réconcilie avec le pape légitime. Le cardinal Cesare Baronio dit qu'il a candidus facie, nigerrimus mente.